# 中国华侨历史博物馆
中国华侨历史博物馆，位于北京市东城区东直门北小街，是中国第一家全面展示中国移民史、移民现状的国家级专题博物馆，是中国侨联直属事业单位。

## 简介
1959年5月14日，中国侨联首任主席陈嘉庚倡议并捐资兴建的厦门华侨博物院建成开馆，这是中国华侨博物馆事业的开端。1960年7月15日，陈嘉庚又向中央建议在北京建一座华侨博物馆，并承诺由自己负责建筑费用。国务院总理周恩来对此表示赞赏，并答复陈嘉庚称，待国家经济好转，由国家投资兴建。1961年8月12日，陈嘉庚在北京逝世，留下50万元人民币作为华侨博物馆的兴建资金。此后国家政局多变，此议被搁置。改革开放后，经过侨界多方努力，华侨博物馆工程被重新提上议事日程，2005年7月获得国家发改委批复立项。2011年9月6日，中国华侨历史博物馆奠基，2014年10月竣工。2014年10月21日（陈嘉庚诞辰140周年纪念日）正式开馆。为建设该馆，中国各级政府投资3亿元人民币，海外华侨华人和中国国内归侨侨眷捐款4000余万元人民币。
中国华侨历史博物馆的馆舍由现代式样的主体建筑及四周的仿古四合院组成。主体建筑高18米，地上3层，地下2层，建筑面积12765平方米。该馆共设四个基本展厅、三个临时展厅、一个报告厅。博物馆采取免费不免票的方式对公众开放参观。
中国华侨历史博物馆主体建筑内，迎门便是主题浮雕《根》。浮雕左侧是第一展厅，展出基本陈列“华侨华人历史文化展”，分为中国人移民海外历史、华侨华人海外生活篇和贡献篇、华侨华人与中国发展、中国侨务四部分，展出文物千余件（套），历史照片千余张。
博物馆自2005年开始收集藏品。博物馆开馆初期，已有藏品1万余件（套），涵盖金属类、陶瓷类、纺织品类、漆器类、玉石类等类别，大部分来自美国、加拿大、澳大利亚、新加坡、斐济、越南、泰国等地华侨华人的无偿捐赠。早期的重要捐赠者有新加坡民俗收藏家陈来华、美国旧金山专栏作家招思虹及其《金山之路》读者等等。
藏品中有现存最长的“口供纸”，长约4米，记录着20世纪初旅居北美的华侨根据移民官问话内容所编的入境培训资料，“口供纸”是为帮中国国内的亲友通过新移民审查而“发明”。